# Anthurium gymnopus
Anthurium gymnopus là một loài thực vật có hoa trong họ Ráy (Araceae). Loài này được Griseb. miêu tả khoa học đầu tiên năm 1866.